# Multi-Service Access Node
Multi-Service Access Node (MSAN) — точка мультисервисного доступа. Устройство, устанавливаемое, как правило, на территории АТС, которое соединяет телефонные линии потребителей с сервисной сетью, предоставляя услуги телефонии, ISDN и доступа в Интернет посредством DSL.
Преимущество для провайдера, использующего для развертывания MSAN, в отличие от традиционных DSLAM, в том, что отпадает необходимость использовать разнородное оборудование для доступа абонентов к традиционным сервисам и Интернету. Интеграция всех сервисов в одно устройство и дальнейшая транспортировка через IP-сеть или ATM позволяет оператору значительно сэкономить инвестиции в проект и предоставлять абонентам новые сервисы.
Традиционно, комплектация MSAN состоит из группы плинтов, ИБП, традиционных телефонных портов, DSL-модулей, оптических модулей.

## Производители MSAN
- D-Link
- Nateks
- RAD Data Communications
- ZTE
- Zyxel
- Huawei
- FiberHome Technologies
- IskraTEL
- Albis Technologies
- Уфимский завод «Промсвязь» ГК «Башинформсвязь»
- ЗАО «НПК РоТеК»[1]
- АЛСиТEK